# Destination Mars
Pour plus de détails, voir Fiche technique et Distribution.
Destination Mars (Flight to Mars) est un film de science-fiction américain réalisé par Lesley Selander, sorti en 1951 au cinéma. 

## Synopsis
Une expédition scientifique américaine composée d'un journaliste et de 4 scientifiques (3 hommes et une femme), après avoir atterri sur Mars en catastrophe, découvre que la planète rouge est habitée par une civilisation souterraine extrêmement évoluée mais agonisante. 
Les Martiens sont divisés sur la conduite à tenir à l'égard des Humains. La majorité du conseil dirigeant décide de les aider à réparer leur vaisseau, puis lorsque celui-ci sera prêt, de s'en emparer et de s'en servir comme modèle afin de construite une flotte permettant aux Martiens d'envahir ultérieurement la Terre. Cependant les Terriens ont des sympathisants parmi les Martiens. 
Les Humains élaborent un plan qui leur permettra de regagner la Terre en compagnie du chef de l'opposition et de la fille de son bras droit.

## Fiche technique
- Titre original : Flight to Mars
- Titre français : Destination Mars
- Réalisateur : Lesley Selander
- Producteur : Walter Mirisch
- Scénario : Arthur Strawn
- Musique : Marlin Skiles
- Photographie : Harry Neumann
- Genre : Science-Fiction
- Date de sortie : Etats-Unis : 11 novembre 1951
- Durée : 72 minutes
- Pays : États-Unis
- Format : couleur

## Distribution

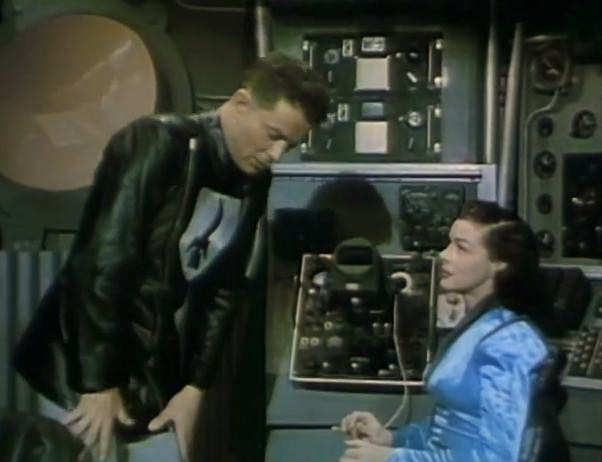
Arthur Franz et Marguerite Chapman dans une scène du film.

- Marguerite Chapman : Alita, une martienne sympathisante des terriens
- Cameron Mitchell : Steve Abbott, le journaliste
- Arthur Franz : Dr. Jim Barker ingénieur de l'expédition
- Virginia Huston : Carol Stafford, membre scientifique de l'expédition
- John Litel : Dr. Lane, physicien membre de l'expédition
- Morris Ankrum : Ikron, chef du conseil martien
- Richard Gaines : Professeur Jackson, membre scientifique de l'expédition
- Lucille Barkley : Terris, espionne martienne
- Robert Barrat : Tillamar
- Wilbur Back : membre du conseil martien
- William Bailey : membre du conseil martien
- Trevor Bardette : Alzar, membre du conseil martien
- Stanley Blystone : membre du conseil martien
- William Bailey : membre du conseil martien
- David Bond : Ramay

## Autour du film
- Les extérieurs du film ont eu lieu à Death Valley en Californie, les 3 dernières semaines de mai 1951
- Le prénom de l’héroïne martienne Alita est une référence au film russe Aelita
- Les décors du poste de pilotage intérieurs sont repris quasi intégralement de ceux utilisés par le film Vingt-quatre heures chez les Martiens de Kurt Neumann l'année précédente

## Réception
- La critique du New York Times  note : « Destination Mars est le deuxième film américain de l'après-guerre après Vingt-quatre heures chez les Martiens l'année précédente) à représenter un voyage spatial habité sur la planète rouge. »[1]  Le critique de cinéma Glenn Erickson a écrit : « De tous les premiers films de l'espace, aucun n'est aussi décevant que Destination Mars . Destination... Lune ! était scientifiquement précis, et Vingt-quatre heures chez les Martiens avait un script dramatique saisissant. »[2]